# Studenec (Liberec)
Studenec é uma comuna checa localizada na região de Liberec, distrito de Semily.